# Berneray Parish Church

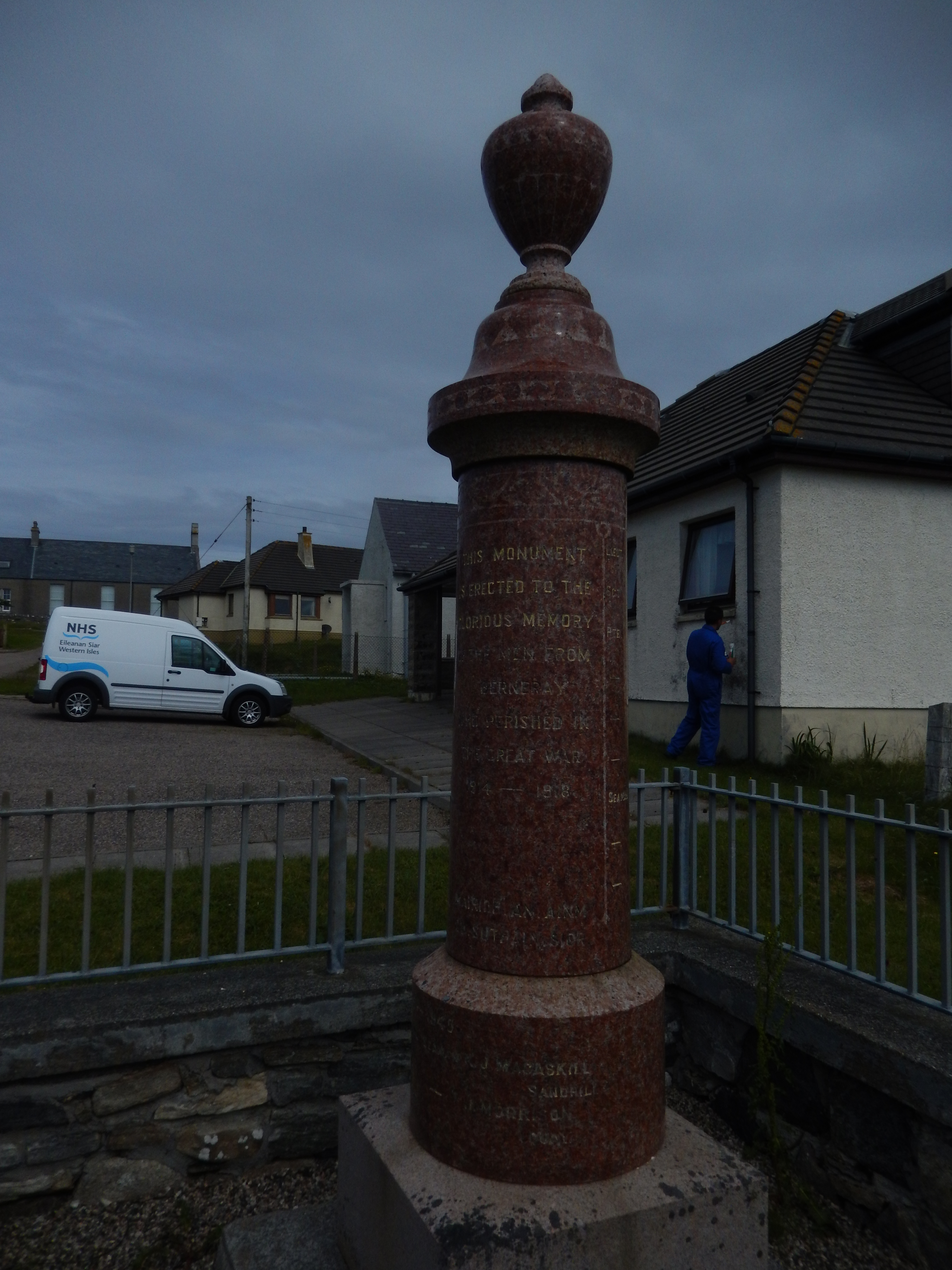
Die Berneray Parish Church steht am linken Bildrand hinter dem Auto.

Die Berneray Parish Church ist ein Kirchengebäude der presbyterianischen Church of Scotland auf der schottischen Hebrideninsel Berneray. 1980 wurde das Gebäude in die schottischen Denkmallisten in der Kategorie C aufgenommen. Die Kirche ist heute noch als solche in Benutzung.

## Geschichte
Das Gebäude wurde 1887 nach einem Entwurf des Architekten Thomas Binnie für die Free Church of Scotland errichtet. Nach deren Fusion zur United Free Church of Scotland im Jahre 1900 erfolgte 1929 die Wiedereingliederung in die Church of Scotland. Bei der Fusion der Kirchengemeinden wurde die vorliegende Kirche als zukünftige Pfarrkirche ausgewählt und somit die ältere Berneray Parliamentary Church in Rushgarry obsolet. Bei einem Besuch der Insel im Jahre 1991 nahm Prinz Charles, ab 2022 König Charles III., dort an einem Gottesdienst teil.

## Beschreibung
Die Kirche befindet sich im Ortsteil Backhill des Inselhauptorts Borve am Ende der kurzen Church Road oberhalb des Bays Loch, der Hauptbucht Bernerays. Entlang der Bucht verläuft die B893, die Hauptstraße der Insel, die südlich über den Berneray Causeway zur Nachbarinsel North Uist führt. An das schlichte Kirchengebäude schließt sich direkt das Pfarrhaus an. Beide sind unter einem langen Satteldach vereint.